# 大町 (函館市)
大町（おおまち）は、北海道函館市の地名である。同市西部地区に位置し、海岸にそって広がる。音楽ライブや花火大会の会場になっている緑の島もある。郵便番号は040-0052。

## 概要
同町をはじめとした函館市西部地区は、函館が港湾都市として発展してきたことを端的に表す地域であり、明治時代や大正時代に建設された建造物が数多く残る。函館市の都市景観形成地域に指定されており、伝統的な街並みを維持している。
町名は1791年（寛政3年）にはみられ、基坂から西へ1丁目から4丁目まであったが、1881年（明治14年）に4丁目（弥生坂以西）は弁天町へ譲った。高田屋の本店もあった。

## 主な施設

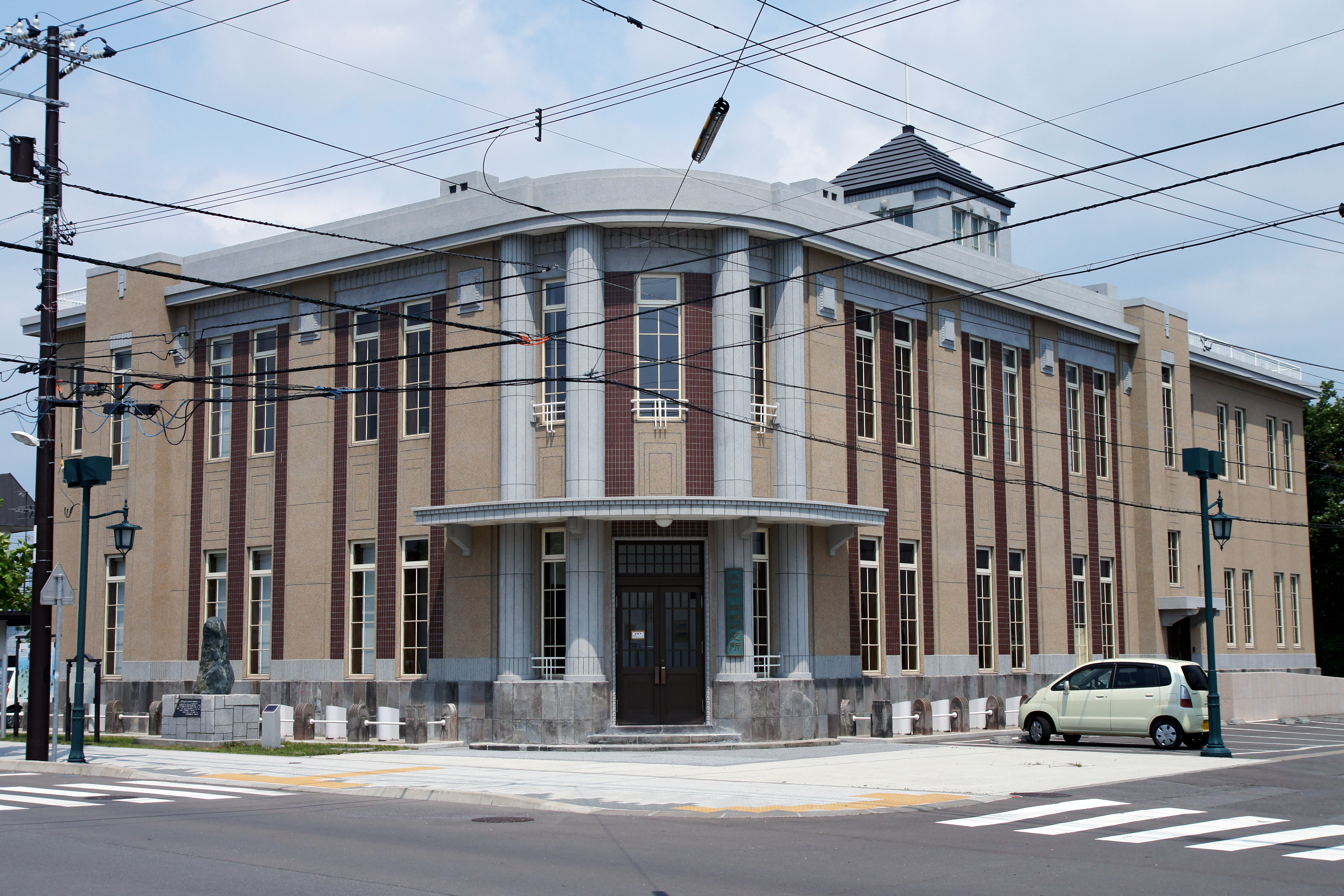
函館市臨海研究所（2012年7月）

- 緑の島
- 海上自衛隊函館基地隊
- 函館市臨海研究所 - 旧・函館西警察署[3]

## 交通
北海道道457号函館漁港線が町域の中央を縦貫する。道道上には函館市企業局交通部が運営する函館市電が通っており、大町停留場が町域内に所在する。また、山側に並行する山手通には函館バスの路線がある。
- 交通
  - 函館市企業局交通部
    - 大町停留場
- 金融機関
  - 函館大町郵便局